# Emilio Romero Gómez
Emilio Romero Gómez (Arévalo, 21 de juliol de 1917 - Madrid, 12 de febrer de 2003) va ser un periodista i escriptor espanyol. És considerat com un dels principals periodistes del franquisme. Va actuar en política, ja que va ser conseller nacional del Moviment per Àvila i procurador en Corts. Va arribar a dirigir els diaris La Mañana, Información i Pueblo —al capdavant del qual va estar més de vint anys— i va ser columnista habitual en publicacions com Ya, ABC, Informaciones, El Periódico de Catalunya i del setmanari Interviú, a més de comentarista polític a la ràdio.

## Periodisme
Va fer estudis de Magisteri i va iniciar la carrera de dret que va interrompre pel començament de la Guerra Civil. Després de la contesa, en la qual no que no va arribar a prendre part com a combatent, va decidir dedicar-se al periodisme. Clarament identificat amb el règim franquista, al llarg de la dictadura també va actuar com a censor. En 1940, als 23 anys, va ser nomenat director del periòdic La Mañana de Lleida, i dos anys després va ocupar el mateix càrrec en el diari Información d'Alacant.
Allí va fundar la revista literària Tabarca, va dirigir una emissora local i va ser corresponsal de La Estafeta Literaria. En 1945 va ser designat cap de la Secció de Premsa Nacional en la Direcció general de Premsa i uns mesos més tard va assumir la prefectura d'Orientació Política de la Premsa Espanyola. En la primavera de 1946 va ingressar en la redacció del diari vespertí Pueblo òrgan dels Sindicats Verticals com a primer editorialista polític fins a 1952, any en què va passar a ocupar l'adreça del periòdic. Durant 22 anys va estar al capdavant d'aquest diari madrileny de la tarda, convertint-ho en un dels tres més importants de l'època a Espanya, la qual cosa no és d'estranyar, ja que juntament amb el matutí Arriba, formaven la premsa del Moviment. Emilio Romero va ser procurador en les Corts franquistes.
Es van fer famosos en aquest vespertí madrileny els seus articles que, amb la il·lustració d'un gall, es coneixien en la vida nacional com els "gallitos". Des de les pàgines d'aquest diari va patrocinar no menys que a tres generacions de periodistes, als quals sempre va defensar aferrissadament contra qualsevol tipus de crítica per part del poder, fins i tot contra ministres del règim franquista; en contraprestació, exigia als periodistes que fossin «tot terrenys».
Va ser director de l'Escola Oficial de Periodisme de Madrid des de 1969 i en l'acompliment d'aquest càrrec va impulsar la creació de la Facultat de Ciències de la Informació.
En 1975, veient-se ja el final del franquisme en l'horitzó, el govern el va nomenar Delegat Nacional de Premsa i Ràdio del Movimiento. Estant al capdavant de la denominada Prensa del Movimiento va organitzar la creació del diari sevillà Suroeste, publicació que substituïa al desaparegut diari Sevilla i que buscava convertir-se en el periòdic de referència a nivell andalús. No obstant això, als pocs anys aquest projecte va acabar fracassant estrepitosament i en 1983 el diari va ser clausurat per les constants pèrdues i la seva baixa difusió entre el públic. Malgrat això, en aquest període també va ser director de la revista La Jaula; va estar en aquest lloc durant molt poc temps, ja que no van trigar a sorgir discrepàncies amb la gerència de la revista i va ser destituït. Romero va fundar en 1977 un altre periòdic a Madrid, El Imparcial, la capçalera del qual, igual que la d' El Sol, havia registrat amb anterioritat al seu nom. No obstant això, va acabar abandonant la direcció d'El Imparcial per discrepàncies amb el seu amo, el banquer Domingo López, i el va succeir com a director Julio Merino, fins llavors adjunt a Romero per a la Informació, mentre l'adjunt per a l'Opinió, Juan Van Halen, va abandonar el diari amb ell. El setembre del 1977, Romero es va fer càrrec del periòdic madrileny Informaciones, de gran tradició en la premsa espanyola.
De setembre de 1987 a maig de 1991 va participar en la tertúlia diària "La Linterna", de la Cadena Cope, per passar posteriorment al programa, també tertulià, de "Las cosas como son" de Ràdio Nacional d'Espanya-Radio 1.

## Literatura de ficció
En la seva faceta d'escriptor va tocar gairebé tots els gèneres: la novel·la, l'assaig, el teatre, la conferència, l'article o el comentari. Ha publicat diverses novel·les, com La paz empieza nunca, Todos morían en Casa Manchada, Verde doncella, Las ratas suben a la ciudad, Las personas decentes me asustan, Lola, su novio y yo i Tres chicas y un forastero, per les quals ha rebut nombrosos premis, com el Premi Nacional de Literatura d'Espanya o el Planeta.
Com a autor dramàtic va escriure quinze obres originals estrenades a Madrid, com Solo Dios puede juzgarme (1969) i adaptà obres de Bertolt Brecht (Galileo) i de Büchner (La muerte de Danton). Com a assagista ha escrit entre altres obres: Cartas a un príncipe, Cartas a un Rey, Cartas malditas, Así está España, Tragicomedia de España, i Retratos de época, les dues últimes publicades en 1985.

## Relació amb el 23-F
S'ha especulat que Emilio Romero pogués haver conegut prèviament l'intent de cop d'estat del 23F, ja que dies abans del cop va publicar un article en el diari ABC en el qual criticava durament Adolfo Suárez, defensava la necessitat d' 'un cop de timó' i proposava al general (posteriorment implicat en el cop) Alfonso Armada com a possible candidat a president del Govern. El mateix dia del 23F va tenir una conversa telefònica amb el seu amic l'ultradretà condemnat pel cop Juan García Carrés. En tot cas, Romero no va ser mai jutjat ni condemnat pel 23F.

## Premis
Ha rebut diversos premis literaris: el Premi Planeta 1957 per La paz empieza nunca, el Premi Nacional de Literatura 1963 per Cartas a un Príncipe, el Premi Ateneo de Sevilla 1987 per la novel·la Tres chicas y un forastero, el Premi Espejo de España per l'assaig històric Tragicomedia de España i el Premi Francisco Franco de Periodisme el 23 de desembre de 1955. També va rebre el Premi Mariano de Cavia de periodisme.